# Ecuador en los Juegos Olímpicos
Ecuador en los Juegos Olímpicos está representado por el Comité Olímpico Ecuatoriano, creado en 1948 y reconocido por el Comité Olímpico Internacional en 1959.
Ha participado en quince ediciones de los Juegos Olímpicos de Verano, su primera presencia tuvo lugar en París 1924. El país ha obtenido un total de diez medallas en las ediciones de verano: cuatro de oro, cuatro de plata y dos de bronce.
En los Juegos Olímpicos de Invierno  ha participado en dos ocasiones, su primera presencia tuvo lugar en Pyeongchang 2018. El país no ha conseguido ninguna medalla en las ediciones de invierno.

## Medallistas

### Olímpicos de verano
| Evento       |   |   |   | T  | Detalle |  |
| ------------ | - | - | - | -- | --- |  |
| Atlanta 1996 | 1 | 0 | 0 | 1  | Atletismo, 20 km Marcha, Jefferson Leonardo Pérez Quezada |  |
| Pekín 2008   | 0 | 1 | 0 | 1  | Atletismo, 20 km Marcha, Jefferson Leonardo Pérez Quezada |  |
| Tokio 2020   | 2 | 1 | 0 | 3  | Ciclismo de Ruta, Richard Antonio Carapaz Montenegro Halterofilia 76kg, Neisi Patricia Dajomes Barrera Halterofilia 87kg, Tamara Yajaira Salazar Arce |  |
| París 2024   | 1 | 2 | 2 | 5  | Atletismo, 20 km Marcha, Brian Daniel Pintado Álvarez Atletismo, Marcha por relevo mixto, Brian Daniel Pintado Álvarez y Glenda Estefanía Morejón Quiñónez Lucha, Mujeres 53Kg, Lucía Yamileth Yépez Guzmán Halterofilia, Mujeres 71Kg, Angie Paola Palacios Dájomes Halterofilia, Mujeres 81Kg, Neisi Patricia Dajomes Barrera |  |
| TOTAL        | 4 | 4 | 2 | 10 | |  |

## Juegos Olímpicos de Verano

### Medallero
| Sede                | Atletas                                   | Oro                                       | Plata                                     | Bronce                                    | Total                                     | Posición                                  |
| ------------------- | ----------------------------------------- | ----------------------------------------- | ----------------------------------------- | ----------------------------------------- | ----------------------------------------- | ----------------------------------------- |
| París 1924          | 3                                         | 0                                         | 0                                         | 0                                         | 0                                         | -                                         |
| Ámsterdam 1928      | No participó                              | No participó                              | No participó                              | No participó                              | No participó                              | No participó                              |
| Los Ángeles 1932    | No participó                              | No participó                              | No participó                              | No participó                              | No participó                              | No participó                              |
| Berlín 1936         | No participó                              | No participó                              | No participó                              | No participó                              | No participó                              | No participó                              |
| Helsinki 1940       | Suspendidos por la Segunda Guerra Mundial | Suspendidos por la Segunda Guerra Mundial | Suspendidos por la Segunda Guerra Mundial | Suspendidos por la Segunda Guerra Mundial | Suspendidos por la Segunda Guerra Mundial | Suspendidos por la Segunda Guerra Mundial |
| Londres 1944        | Suspendidos por la Segunda Guerra Mundial | Suspendidos por la Segunda Guerra Mundial | Suspendidos por la Segunda Guerra Mundial | Suspendidos por la Segunda Guerra Mundial | Suspendidos por la Segunda Guerra Mundial | Suspendidos por la Segunda Guerra Mundial |
| Londres 1948        | No participó                              | No participó                              | No participó                              | No participó                              | No participó                              | No participó                              |
| Helsinki 1952       | No participó                              | No participó                              | No participó                              | No participó                              | No participó                              | No participó                              |
| Melbourne 1956      | No participó                              | No participó                              | No participó                              | No participó                              | No participó                              | No participó                              |
| Roma 1960           | No participó                              | No participó                              | No participó                              | No participó                              | No participó                              | No participó                              |
| Tokio 1964          | No participó                              | No participó                              | No participó                              | No participó                              | No participó                              | No participó                              |
| México 1968         | 15                                        | 0                                         | 0                                         | 0                                         | 0                                         | -                                         |
| Múnich 1972         | 2                                         | 0                                         | 0                                         | 0                                         | 0                                         | -                                         |
| Montreal 1976       | 5                                         | 0                                         | 0                                         | 0                                         | 0                                         | -                                         |
| Moscú 1980          | 12                                        | 0                                         | 0                                         | 0                                         | 0                                         | -                                         |
| Los Ángeles 1984    | 11                                        | 0                                         | 0                                         | 0                                         | 0                                         | -                                         |
| Seúl 1988           | 13                                        | 0                                         | 0                                         | 0                                         | 0                                         | -                                         |
| Barcelona 1992      | 13                                        | 0                                         | 0                                         | 0                                         | 0                                         | -                                         |
| Atlanta 1996        | 19                                        | 1                                         | 0                                         | 0                                         | 1                                         | 49                                        |
| Sídney 2000         | 10                                        | 0                                         | 0                                         | 0                                         | 0                                         | -                                         |
| Atenas 2004         | 16                                        | 0                                         | 0                                         | 0                                         | 0                                         | -                                         |
| Pekín 2008          | 25                                        | 0                                         | 1                                         | 0                                         | 1                                         | 72                                        |
| Londres 2012        | 36                                        | 0                                         | 0                                         | 0                                         | 0                                         | -                                         |
| Río de Janeiro 2016 | 37                                        | 0                                         | 0                                         | 0                                         | 0                                         | -                                         |
| Tokio 2020          | 48                                        | 2                                         | 1                                         | 0                                         | 3                                         | 38                                        |
| París 2024          | 40                                        | 1                                         | 2                                         | 2                                         | 5                                         | 49                                        |
| Los Ángeles 2028    | Evento lejano                             | Evento lejano                             | Evento lejano                             | Evento lejano                             | Evento lejano                             | Evento lejano                             |
| Brisbane 2032       | Evento lejano                             | Evento lejano                             | Evento lejano                             | Evento lejano                             | Evento lejano                             | Evento lejano                             |
| Total               | 305                                       | 4                                         | 4                                         | 2                                         | 10                                        |                                           |

### Medallas por deporte
| Deporte      | Oro | Plata | Bronce | Total |
| ------------ | --- | ----- | ------ | ----- |
| Atletismo    | 2   | 2     | 0      | 4     |
| Halterofilia | 1   | 1     | 2      | 4     |
| Ciclismo     | 1   | 0     | 0      | 1     |
| Lucha        | 0   | 1     | 0      | 1     |
| Total        | 4   | 4     | 2      | 10    |

### Medallero por provincia
| Provincia | Oro | Plata | Bronce | Total |
| --------- | --- | ----- | ------ | ----- |
| Azuay     | 2   | 2*    | 0      | 4*    |
| Carchi    | 1   | 1     | 0      | 2     |
| Pastaza   | 1   | 0     | 2      | 3     |
| Los Ríos  | 0   | 1     | 0      | 1     |
| Imbabura  | 0   | 1*    | 0      | 1*    |
| Total     | 4   | 4     | 2      | 10    |

Nota: una medalla de plata se comparte entre Azuay e Imbabura

### Diplomas olímpicos
| Juegos Olímpicos | Atleta                 | Deporte              | Evento                    | Lugar    |
| ---------------- | ---------------------- | -------------------- | ------------------------- | -------- |
| Múnich 1972      | Jorge Delgado Panchana | Natación             | 200 metros mariposa       | 4° lugar |
| Montreal 1976    | Jorge Delgado Panchana | Natación             | 200 metros mariposa       | 7° lugar |
| Sydney 2000      | Jefferson Pérez        | Atletismo            | 20 km marcha              | 4° lugar |
| Atenas 2004      | Jefferson Pérez        | Atletismo            | 20 km marcha              | 4° lugar |
| Atenas 2004      | Alexandra Escobar      | Halterofilia         | 58 kg, Arranque y Envión  | 7° lugar |
| Beijing 2008     | Alexandra Escobar      | Halterofilia         | 58 kg, Arranque y Envión  | 4° lugar |
| Beijing 2008     | Carlos Góngora         | Boxeo                | 75 kg, Peso Medio         | 5° lugar |
| Londres 2012     | Jorge Arroyo           | Halterofilia         | 105 kg, Arranque y Envión | 6° lugar |
| Londres 2012     | Alexandra Escobar      | Halterofilia         | 58 kg, Arranque y Envión  | 7° lugar |
| Londres 2012     | Álex Quiñónez          | Atletismo            | 200 metros                | 7° lugar |
| Río 2016         | Alexandra Escobar      | Halterofilia         | 58 kg, Arranque y Envión  | 4° lugar |
| Río 2016         | Carlos Mina            | Boxeo                | 81 kg, Peso Semipesado    | 5° lugar |
| Río 2016         | Neisi Dajomes          | Halterofilia         | 69 kg, Arranque y Envión  | 7° lugar |
| Río 2016         | Carlos Quipo           | Boxeo                | 60 kg, Peso Ligero        | 8° lugar |
| Tokio 2020       | Alfredo Campo          | BMX                  | Carrera                   | 5° lugar |
| Tokio 2020       | Angie Palacios         | Halterofilia         | 64 kg, Arranque y Envión  | 6° lugar |
| Tokio 2020       | Luisa Valverde         | Lucha Libre Olímpica | 53 kg                     | 8° lugar |
| Tokio 2020       | Lucía Yépez Guzmán     | Lucha Libre Olímpica | 50 kg                     | 8° lugar |
| París 2024       | Glenda Morejón         | Atletismo            | 20 km marcha              | 6° lugar |
| París 2024       | María José Palacios    | Boxeo                | 60 kg, Peso Ligero        | 5° lugar |
| París 2024       | Gerlon Congo           | Boxeo                | +92 kg, Peso Pesado       | 5° lugar |
| París 2024       | Luisa Valverde         | Lucha Libre Olímpica | 57 kg                     | 8° lugar |
| París 2024       | Lisseth Ayoví          | Halterofilia         | +81 kg, Arranque y Envión | 4° lugar |
| París 2024       | Génesis Reasco         | Lucha Libre Olímpica | 76 kg                     | 5° lugar |

## Juegos Olímpicos de Invierno

### Medallero
| Sede                         | Atletas       | Oro           | Plata         | Bronce        | Total         | Posición      |
| ---------------------------- | ------------- | ------------- | ------------- | ------------- | ------------- | ------------- |
| Pyeongchang 2018             | 1             | 0             | 0             | 0             | 0             | -             |
| Pekín 2022                   | 1             | 0             | 0             | 0             | 0             | -             |
| Milán-Cortina d'Ampezzo 2026 | Evento lejano | Evento lejano | Evento lejano | Evento lejano | Evento lejano | Evento lejano |
| Total                        | 2             | 0             | 0             | 0             | 0             |               |